# Fidel Almirón Quispesivana

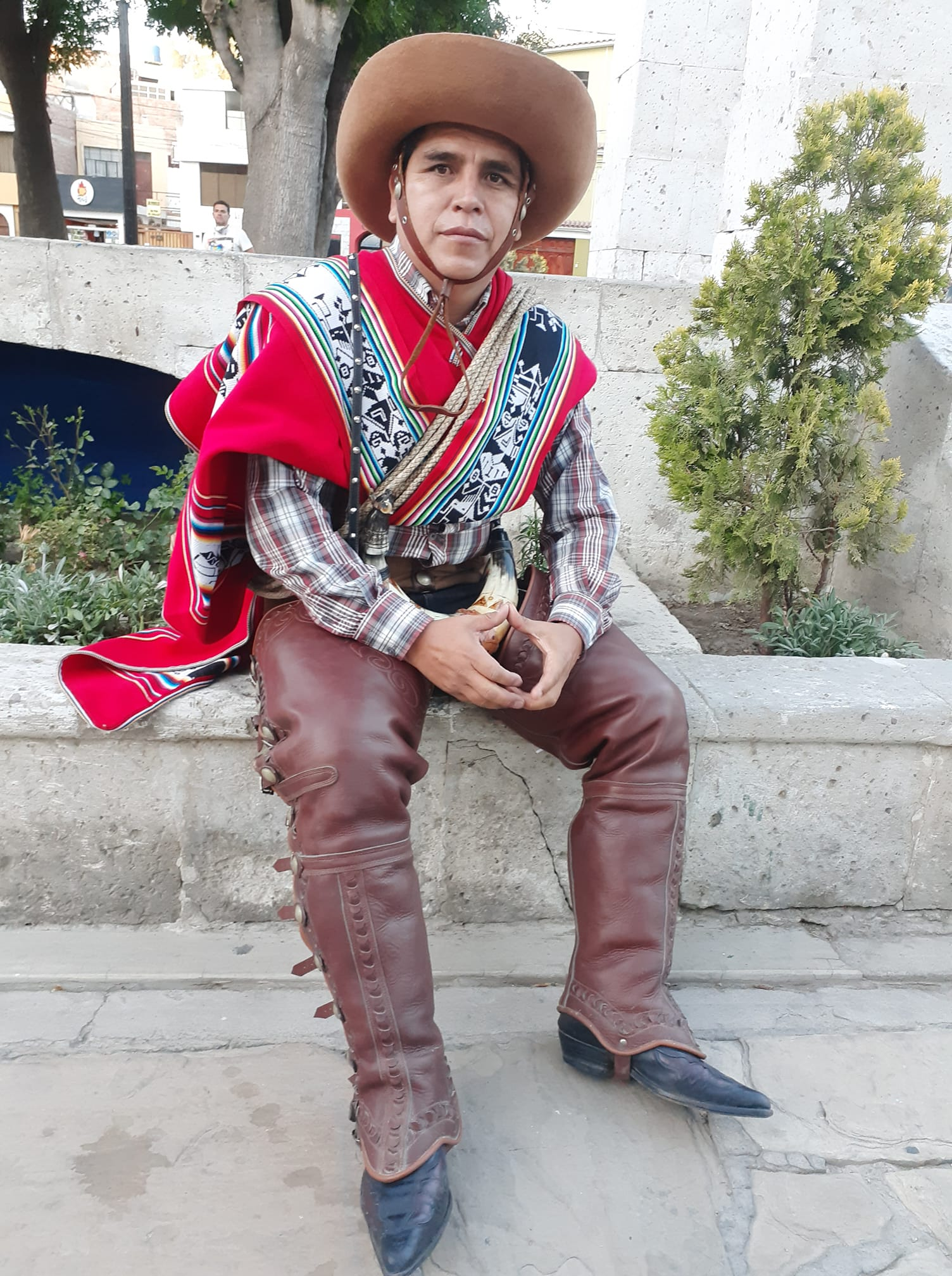
Fidel Almirón Quispesivana

Fidel Almirón Quispesivana (* 1979 in Orcoma/Orccoma, Distrikt Santo Tomás, Provinz Chumbivilcas, Region Cusco, Peru) ist ein peruanischer Linguist, Dichter und Schriftsteller, der auf Cusco-Quechua schreibt.

## Werdegang
Fidel Almirón Quispesivana wurde 1979 in Orccoma, auch Orcoma, in der Provinz Chumbivilcas der Region Cusco geboren. 1991 zog er nach Arequipa und studierte dort Literatur und Linguistik an der Universidad Nacional de San Agustín (UNSA), wo er die Lizenziatur erlangte. Danach absolvierte er an derselben Universität ein Magisterstudium in Linguistik. Im Dezember 2021 verteidigte er hier seine Magisterarbeit mit dem Titel Orccomaq qhishwasiminpi rimakun ispaña simipi rimaykuna („Das Spanische im Quechua der Dorfgemeinde Orccoma“ [in der Region Cusco]), die einstimmig angenommen wurde. Es war die erste in Gänze auf Quechua vorgelegte und verteidigte wissenschaftliche Arbeit an der UNSA in Arequipa.

## Literarisches Wirken
Als Fidel Almirón 1991 nach Arequipa kam, wurde er hier laut eigenen Worten anfangs wegen seines Quechua abgelehnt und traute sich eine Weile nicht, es zu verwenden. Später stellte er dies in Frage und begann nunmehr, Geschichten in seiner Muttersprache Cusco-Quechua zu schreiben. Mit seiner Prosa und Lyrik auf Quechua gewann er schließlich einige Literaturpreise. Für seinen Gedichtband Sunquypa Nanaynin („Der Schmerz meines Herzens“) erhielt er 2018 eine besondere Erwähnung beim Nationalpreis für Literatur (Premio Nacional de Literatura) in indigenen Sprachen Perus. 2021 gewann er mit Ñak'ariy den Wettbewerb des Fondo Concursable de Producción der Stadt Arequipa.

## Werke
- Wayliya y otros cuentos (Wayliya und andere Erzählungen), 2010.
- Sunquypa Nanaynin. Náufrago, Arequipa 2017. 74 Seiten. ISBN 978-612-47544-0-1
- Ñak'ariy. Municipalidad Provincial de Arequipa, Arequipa 2021, 121 Seiten, ISBN 978-612-48066-9-8
- Pharisa. Aletheya E.I.R.L., Arequipa 2021, 140 Seiten (Gedichte auf Quechua mit spanischen Übersetzungen). ISBN 978-612-4465-31-4

### Gedichte in Anthologien
- Hasta que la muerte (o el amor) nos separe. Quimera Editores, 2019
- Octuvrid19. Zentauro Ediciones, 2020
- Literatura en acción. Zentauro Ediciones, 2020
- Voces de la poesía peruana. Parihuana Editores, 2021